# Ronde van Spanje 1947
| Eindklassement      |                   |              |
| Algemeen klassement | Edward Van Dijck  | 132h 27'00"  |
| Tweede              | Manuel Costa      | + 2' 14"     |
| Derde               | Delio Rodríguez   | + 11' 04"    |
| Vierde              | Emilio Rodríguez  | + 25' 55"    |
| Vijfde              | Joaquín Olmos     | + 39' 55"    |
| Zesde               | Julián Berrendero | + 40' 30"    |
| Zevende             | Domenico Pedrali  | + 52' 58"    |
| Achtste             | Felice Adriano    | + 1h 00' 09" |
| Negende             | Rik Renders       | + 1h 04' 30" |
| Tiende              | José Pérez        | + 1h 53' 37" |
| Puntenklassement    | Delio Rodríguez   | 2347 punten  |
| Bergklassement      | Emilio Rodríguez  | 28 punten    |
| Tweede              | Martín Mancisidor | 26 punten    |
| Derde               | Manuel Costa      | 24 punten    |

De 7e editie van de Ronde van Spanje werd verreden in 1947 en duurde van 12 mei tot en met 5 juni. Het parcours liep van Madrid naar Madrid over 24 etappes en de eindoverwinning ging naar Edward Van Dijck.

## Statistieken
- Aantal ritten: 24
- Totale afstand: 3.893 km
- Gemiddelde snelheid: 29,392 km/h
- Aantal deelnemers: 47
- Aantal uitvallers: 20

## Verloop
Bij de start waren 47 renners, onder wie 35 Spanjaarden; er finishten er 27.
Deze Vuelta werd in de eerste etappes gedomineerd door Delio Rodríguez, die uiteindelijk 7 etappezeges zou boeken. In de 11e etappe van San Sebastian naar Bilbao pakte een kopgroep met Martín Mancisidor, Pedro Font, Félix Adriano en Manuel Costa 2 minuten terug op Delio Rodríguez en 8 minuten op Edward Van Dijck.
In de 12e etappe van Bilbao naar Santander leidde Manuel Costa de beslissende ontsnapping en had aan de meet meer dan 8 minuten voorsprong over op leider Delio Rodríguez. Na afloop kreeg Rodríguez ook nog eens 10 strafminuten omdat hij zich door een auto omhoog had laten trekken; Costa kreeg er ook 2 wegens een onreglementaire fietswissel.
Niet de bergen, maar het vlakke zou uiteindelijk de beslissing brengen. In etappe 16b, acht ritten voor het einde, maakte de Belg Van Dijck in de tijdrit 2'06” van zijn achterstand van 2'21” op Costa goed. Costa hield lang stand, maar in de 22e etappe - wederom een tijdrit - kreeg hij de genadeklap. Van Dijck was 4 minuten sneller en de eindzege kon hem niet meer ontgaan.
Emilio Rodríguez werd voor het tweede achtereenvolgende jaar de winnaar van het bergklassement. Delio Rodríguez werd winnaar van het puntenklassement.

## Belgische en Nederlandse prestaties
In totaal namen er 5 Belgen en 3 Nederlanders deel aan de Vuelta van 1947.

### Belgische etappezeges
- Edward Van Dijck won de 16e etappe b en de 22e etappe.

### Nederlandse etappezeges
In 1947 was er geen Nederlandse etappezege.

## Etappe-overzicht
| Etappe | Datum    | Van - naar             | Km                | Etappewinnaar         | Klassementsleider |
| ------ | -------- | ---------------------- | ----------------- | --------------------- | ----------------- |
| 1      | 12 mei   | Madrid-Albacete        | 243               | Delio Rodríguez       | Delio Rodríguez   |
| 2      | mei      | Albacete-Murcia        | 146               | Emilio Rodríguez      | Delio Rodríguez   |
| 3      | mei      | Murcia-Alcoy           | 135               | Julián Berrendero     | Delio Rodríguez   |
| 4      | mei      | Alcoy-Castellón        | 175               | Adolphe Deledda       | Delio Rodríguez   |
| 5      | mei      | Castellón-Tarragona    | 222               | Delio Rodríguez       | Delio Rodríguez   |
| 6      | mei      | Tarragona-Barcelona    | 119               | Cipriano Aguirrezábal | Delio Rodríguez   |
| 7      | mei      | Barcelona-Lerida       | 162               | Cipriano Aguirrezábal | Delio Rodríguez   |
| 8      | mei      | Lerida-Zaragoza        | 144               | Delio Rodríguez       | Delio Rodríguez   |
| 9      | mei      | Zaragoza-Pamplona      | 176               | Félix Adriano         | Delio Rodríguez   |
| 10     | mei      | Pamplona-San Sebastian | 107               | Delio Rodríguez       | Delio Rodríguez   |
| 11     | mei      | San Sebastian-Bilbao   | 229               | Félix Adriano         | Delio Rodríguez   |
| 12     | mei      | Bilbao-Santander       | 212               | Félix Adriano         | Manuel Costa      |
| 13     | mei      | Santander-Reinosa      | 201               | Joaquín Jiménez       | Manuel Costa      |
| 14     | mei      | Reinosa-Gijón          | 204               | Delio Rodríguez       | Manuel Costa      |
| 15     | mei      | Gijón-Oviedo           | 105               | Delio Rodríguez       | Manuel Costa      |
| 16a    | mei      | Oviedo-Luarca          | 101               | Bruno Bertolucci      | Manuel Costa      |
| 16b    | mei      | Luarca-Ribadeo         | 70 (ind. tijdrit) | Edward Van Dijck      | Manuel Costa      |
| 17     | mei      | Ribadeo-Ferrol         | 159               | Senén Mesa            | Manuel Costa      |
| 18     | 31 mei   | Ferrol-La Coruña       | 70                | Delio Rodríguez       | Manuel Costa      |
| 19     | mei      | La Coruña-Vigo         | 180               | Alejandro Fombellida  | Manuel Costa      |
| 20     | mei/juni | Vigo-Ourense           | 105               | Félix Adriano         | Manuel Costa      |
| 21     | juni     | Ourense-Astorga        | 228               | Alejandro Fombellida  | Manuel Costa      |
| 22     | juni     | Astorga-León           | 47 (ind. tijdrit) | Edward Van Dijck      | Edward Van Dijck  |
| 23     | juni     | León-Valladolid        | 133               | Delio Rodríguez       | Edward Van Dijck  |
| 24     | 5 juni   | Valladolid-Madrid      | 220               | Joaquín Olmos         | Edward Van Dijck  |